# Dreams That Money Can Buy
Dreams That Money Can Buy ist ein von dem Filmkünstler und Dadaisten Hans Richter 1947 gedrehter Experimentalfilm. Des Weiteren wirkten daran Künstler wie Max Ernst, Marcel Duchamp, Man Ray, Alexander Calder, Darius Milhaud und Fernand Léger mit. Produziert wurde der Film unter anderem von Peggy Guggenheim. Er besteht aus sieben Kapiteln oder Traumsequenzen und wurde jeweils von einem zeitgenössischen Avantgardekünstler bzw. Surrealisten gedreht.

## Handlung
Joe ist ein Durchschnittstyp, der gerade einen komplizierten Mietvertrag für eine Wohnung unterzeichnet hat. Als er darüber nachdenkt, wie er die Miete bezahlen soll, entdeckt er, dass er in seine Seele schauen kann, wenn er seine Augen in einem Spiegel betrachtet. Ihm wird klar, dass sich daraus ein Geschäft machen lässt („If you can look inside yourself, you can look inside anyone!“). Er eröffnet ein Büro, verkauft maßgeschneiderte Träume an verschiedene frustrierte und neurotische Kunden. Joes Wartezimmer ist am ersten Tag nach Eröffnung innerhalb weniger Minuten gefüllt, eine „Art Vorschuss auf die noch folgenden zwei Milliarden Kunden, die noch kommen“ („The first installment on the 2 billion clients“), wie eine Stimme aus dem Off erklärt. Diese Stimme ist die einzige, die man jeweils zwischen den einzelnen Traumsequenzen hört. Dabei übernimmt sie die Rolle des Erzählers, spricht aber auch direkt zu den Protagonisten.
Desire – Regie: Max Ernst
Bei Auftrag Nr. 1 sieht man Mr. und Mrs. A. Mister A ist ein „rationaler, korrekter Bankmitarbeiter“. Sein Verstand sei gleichförmig wie zwei Spalten in einer Zeitung: „keine Tugenden, keine Laster“ („no virtues, no vices“). Sie bestellt für ihn einen Traum „mit praktischen Werten, der seinen Horizont erweitert, seine Ambitionen steigert und vielleicht sein Gehalt verbessert.“ Mrs. A wird gebeten, den Raum zu verlassen, da es nur einen Traum pro Person gibt. Mr. A sammelt Zeichnungen, die er aus Magazinen ausschneidet, darunter ein weiblicher Akt in einem Bett. Doch was sind seinen wahren Interessen? Vielleicht Farben? Daraufhin fließt rote Flüssigkeit über den Bildschirm. Oder ist es Licht? Die Wachsfigur einer Frau schmelzt. Es wird klar: Mr. A verbirgt zwischen den Deckeln des korrekt geführten Ordners, die Bilder seiner geheimen Leidenschaften. Und die Erinnerungen vergangener Geschäfte und Verkäufe führen zu einem Traum mit Nachtigallen.
In der Sequenz Desire fallen Blätter neben einem roten Vorhang auf den Boden. Eine Frau liegt auf einem Himmelbett mit roten Vorhängen. Wenn sie atmet, hebt und senkt sich über ihrem Mund ein kleiner goldener Ball. Sie verschluckt den Ball, lächelt und schläft dann ein. Es erscheinen Gitter vor ihrem Bett und ein Mann beobachtet die Frau durch die Gitterstäbe. Nun erzählt eine Frauenstimme von dem Traum, der von Nachtigallen handelt. Der Mann ist Teil ihres Traums, denn er befragt sie über ein Telefon zu Details des Traumes. Sie sagt, „sie haben über Liebe und Freude“ gesprochen. Das Telefon auf ihrem Nachtisch fällt zu Boden, zerbricht und es steht daraus Rauch, der ihr Bett einhüllt. Die Verbindung zu dem Mann bricht ab. Daraufhin zerbricht er die Gitterstäbe, muss jedoch zunächst durch einen Keller laufen, um zum Bett zu gelangen. Er betrachtet die Frau auf dem Bett, wird dabei jedoch selbst von einem uniformierten Soldaten, Le President (Max Ernst), beobachtet. Danach werden zwei schiffbrüchige junge Seeleute unter dem Bett hervorgezogen. Die Frau erwacht und während sie den Mann umarmt, fallen die roten Vorhänge des Himmelbetts herunter. Kurz darauf trägt die Frau eine Bolerojacke aus rotem Stoff. Zusammen verlassen sie den Raum und stürzen den Keller hinunter, der sich mit Nebel füllt. Le President beobachtet, wie der Mann die Frau trägt. Der Mann liegt am Boden und würfelt zwischen herabgefallenen Blättern. Dann hört man die Stimme der Frau, die fragt: „Wer kommt mit mir unter meine warme weiße Schürze?“ Sie wiederholt die letzten Worte mehrmals, wobei sie den goldenen Ball jeweils hochwirft und auffängt.
The Girl With the Prefabricated Heart – Regie: Fernand Léger
Auftrag Nr. 2 beginnt damit, dass Joe die Bezahlung des ersten Traumes von Mr. A erhält, als eine junge Frau das Zimmer betritt. Sie trägt einen Anzug, eine Brille und ein Barett, unter dem Arm einen Aktenordner. Mr. A betrachtet sie wohlwollend, während seine Frau das Büro betritt, die die Szene empört betrachtet. Mr. und Mrs. A verlassen das Büro. Die junge Frau versucht Joe zu verschiedenen Unterschrift zu bewegen während die Stimme aus dem Off Joe Mut macht, der Frau zu widerstehen. Sie flirtet mit ihm, fängt an zu weinen, geht zur Tür, kommt wieder zurück. Schließlich unterschreibt Joe. Er nimmt ihr die Brille ab und sie küssen sich fast. Rauch erfüllt den Raum und nachdem er sich verzogen hat, erkennt man eine zerlegte Schaufensterpuppe. Im Refrain der Musik wird von Libby Holman und später von Josh White „untouched by human hands“ gesungen. Dann wird in eine Szene überblendet, in der eine „weibliche“ Schaufensterpuppe tanzt und posiert. Eine „männliche“ Puppe beobachtet die weibliche Puppe. Nun wird die zuvor nackte Puppe mit einem Hochzeitskleid bekleidet. Die männliche Puppe bringt Blumen und bietet dem „healthy girl“ Schmuck an. Er wirbt um sie und bedrängt sie, worauf sie um Hilfe ruft („This is ridiculous! Sisters, come to my aid!“). Zwei weitere „weibliche“ Puppen tauchen auf, die ihre „Schwester“ beschützen. Die „männliche“ Puppe zerfällt und verliert den Kopf. Die „weibliche“ entkommt auf einem Fahrrad: „For there’s no man alive who could ever survive a girl with a prefabricated heart“. Dem „männlichen“ Kopf kommen die Tränen. Dann wird wieder in Joes Büro überblendet, wo die junge Frau aufspringt und den Raum verlässt. Doch sie kommt zurück, küsst Joe und verlässt daraufhin das Büro erneut.
Ruth, Roses and Revolvers – Regie: Man Ray
Als sie gegangen ist, tritt Mrs. A wieder auf und beschwert sich bitterlich über ihr Leben an der Seite von Mr. A („It’s like living in a vaccuum“). Damit beginnt Auftrag Nr. 3. Auch sie möchte einen Traum, den sie als eine „Behandlung“ (treatment) bezeichnet. Joe zeigt der Frau das Foto eines jungen, glücklichen Paares. Die Frau auf dem Foto erinnert Mrs. A an sich selbst als sie noch jung und sorglos war. Mrs. A wird klar, dass sie den Panzer, den sie um sich herum aufgebaut hat, aufbrechen muss und sie fängt an, von diesem jungen Paar zu träumen. Der junge Mann verliest eine Deklaration mit dem Titel „Ruth, Roses and Revolvers“. Er versucht um die Frau zu werben und die Stimme aus dem Off, die die Gedanken des Mannes beschreibt, sagt dazu, dass „die, die sich gegen alles absichern wollen, am Ende alles verlieren“ („those who have insured themselves against all risks are bound to lose all“). Er legt das Buch an einen Baum und betritt mit der Frau ein Haus. Das Paar trifft andere Personen, die sich gemeinsam einen Film anschauen wollen. Zuvor kündigt eine Frau an, dass nur ein ganz besonderer Film folge, bei dem das Publikum die Hauptrolle spiele. Es solle die Posten und Gesten, die auf der Leinwand gezeigt werden, nachahmen, was es auch getreu dem Vorbild tut. Lediglich das Paar nimmt nicht an den Nachahmungen teil. Danach verlassen alle wieder das Haus und das Paar sieht, dass das Buch unter einem Baum liegt, davor ist in der Zwischenzeit eine Rose gewachsen. Die Frau scherzt, dass man jetzt ja nur noch einen Revolver benötige. Der Mann dreht das Buch um. Auf der Rückseite ist ein Foto von Man Ray und man sieht in einer Blende zwischen Flammen eine Prozession von verwundeten Soldaten. 
Discs – Regie: Marcel Duchamp
Mrs. A bezahlt und verlässt das Büro mit dem Foto. Vor Auftrag Nr. 4 gibt es vor dem Büro einen lauten Streit. Ein anwesender Polizist unternimmt nichts, sondern posiert nur. Im darauffolgenden Tumult schafft es ein Gangster, unbemerkt das Büro zu betreten. Zunächst braucht er Hilfe, weil er Handschellen trägt, die Joe ihm abnehmen kann. Er will einen Traum, den er habe „weder ein Bewusstsein, noch ein Unterbewusstsein“. Er benötige einen Traum, der ihm hilft bei Pferdewetten zu gewinnen. Während er Joe dazu zwingen will, kommt ein anderer Mann ins Büro und schlägt den Gangster K. O., wodurch sein Traum beginnt. Er beinhaltet Illusionen mit drehenden Scheiben und eine durch ein Prisma verzerrte Szene, bei der eine leicht bekleidete Frau eine Treppe hinuntergeht. Der Gangster ist unbeeindruckt und bedroht Joe mit einer Pistole und nimmt sein bisher eingenommenes Geld. Ein Polizist betritt den Raum und fragt den Gangster, ob er für die Pistole einen Waffenschein habe. Der Gangster zeigt seine Lizenz, die in Ordnung ist, woraufhin der Polizist den Raum wieder verlässt. Der Gangster stößt Joe in eine Abstellkammer, schlägt ihn K. O. und rennt aus dem Raum, als er Polizeisirenen hört.
Circus/Ballet – Regie: Alexander Calder
Auftrag Nr. 5 und 6: Ein junges Mädchen mit ihrem blinden Großvater kommen in das leere Büro. Das Mädchen spielt mit einem Ball, der zu einem Mobile wird und aussieht wie eine Kinetische Plastik. Eine dunkle Maske beobachtet die spielerischen Bewegungen verschiedener Mobiles. Joe kommt wieder zu Bewusstsein und betritt sein Büro. Statt selbst einen Traum zu kaufen, möchte der alte Mann ihm einen verkaufen. Er erstellt Zirkus- und Varietéfiguren aus Draht, die zum Leben erwachen und etwas vorführen. Joe kauft den Traum.
Narcissus – Regie: Hans Richter
Der nächste Kunde kommt nicht herein, obwohl Joe ihm durch den Türsummer öffnet. Joe öffnet daraufhin die Tür und sieht, dass er selbst der nächste Kunde ist. Allerdings friert er weil er von Eisblöcken umgeben ist. Joe findet einen Pokerchip, den das kleine Mädchen zuvor verloren hat und befindet sich plötzlich in seinem eigenen, autobiographischen Traum. Er pokert mit einigen Freunden. Dabei werden sie von der klassischen Büste eines bärtigen Mannes beobachtet. Als Joe nach seinem Glas greifen will, zerbricht es. Auf der sich auf dem Tisch ausbreitenden Pfütze sieht er sein eigenes Gesicht. Plötzlich wird Joes Gesicht blau, woraufhin sich seine Freunde von ihm abwenden („Would you want to sit at a table with a blue man?“). Sie lassen Joe allein zurück und alle Möbelstücke im Raum erwachen zum Leben und rücken immer näher an Joe heran. Er findet eine Schnur und folgt ihr („The blue thread of hope will lead me out of the labyrinth.“). Die Schnur führt nach draußen zu einer Leiter. Eine Gruppe von Leuten, verhindert, dass er die Leiter erklimmt („The right of being in everybody’s way is the right of everybody“).
Die Menschen verwandeln sich in Leitern, die in alle Himmelsrichtungen zeigen. Joe nimmt sich eine und fängt an, daran hochzuklettern. Luftschlangen fallen vom Himmel. Plötzlich fällt Joe auf, dass die Sprossen an seiner Leiter abfallen. Verzweifelt greift er nach einem Fenstersims und zieht sich daran hoch. Er landet in einem Zimmer. Eine Frau liegt in einer Hängematte. Sie bietet Joe einen Drink an, den er nimmt. Dann gibt sie ihm eine Schale mit Kirschen und ein Messer. Er küsst die Frau und will in ihren Hals schneiden, als er stattdessen die Schnur zerschneidet. Joe verlässt den Raum und landet wieder bei der Pokerrunde. Vor der bärtigen Büste entstehen Feuer und Rauch. Wieder sieht er seine Freunde um den Pokertisch aber er merkt, dass sie nur Attrappen sind, aus ihnen kommen auch Feuer und Rauch. Joe greift die Büste und flieht, an einem Seil hängend, durch das Fenster. Die Frau, die er eben verlassen hat, schneidet mit dem Messer sein Seil durch. Joe und die Büste fallen. Die zerbrochene Büste liegt auf dem Bürgersteig.

## Kritik
„Eine kritische Betrachtung wäre, in welcher Form auch immer, unfair, denn es handelt sich ganz klar um ein Experiment, bei dem einige Dinge allerdings richtig gut gelungen sind. Viele Bildkompositionen, obwohl vielleicht seltsam anmutend, sind überraschend intelligent angelegt. ... Unübersehbar künstlerisch angelegt, sucht er neue Wege um Ideen einen passenden Rahmen zu geben. Und genau dafür ist Film da. Aber vielleicht sollten Sie es sich selbst ansehen. (A critical dismissal of this picture, however, would be unfair, since it is a professed experiment and there are some things about it that are good. Many of the image constructions, while obscure, are surprisingly adroit. Obviously arty in nature, it still tries for new ways to frame ideas. For that it is to be commended. Better go see it for yourself.)“

„Dreams That Money Can Buy ist ein sehr ungewöhnlicher Film und ein erfolgreiches Filmexperiment in "Heimarbeit". Vielleicht werden andere Künstler, nachdem sie sich dieses Glanzstück unabhängigen Filmemachens angesehen haben, auf dieser Grundlage das Kino weiterentwickeln und die Möglichkeiten weiter ausreizen. Und jeder, der mit ausreichendem Halbwissen über Familie Freud ausgestattet ist, wird sich an Richters Film erfreuen. ("Dreams That Money Can Buy" is a very unusual film and a successful motion-picture experiment on a relatively "home-made" basis. Perhaps other artists of this caliber will now turn towards the cinema and exploit some of its possibilities after witnessing this independent achievement. Mr. Richter's "Dreams That Money Can Buy" should delight anyone with even a smattering of Household Freud.)“

## Auszeichnungen
Der Film gewann 1947 einen Preis beim Filmfestival in Venedig für die Weiterentwicklung der Filmtechnik.